# Udine
Udineⓘ ([ˈudine], pol. uproszczona: udine; friulski Udin, słoweń. Videm) – miasto i gmina we Włoszech, w regionie autonomicznym Friuli-Wenecja Julijska, na północno-wschodnim skraju Niziny Weneckiej. Jest znane z drużyny piłkarskiej Udinese Calcio. Według danych na rok 2004 gminę zamieszkiwało 96 678 osób, 1692,1 os./km². Zespół miejski Udine zajmuje powierzchnię ok. 350 km², a zamieszkuje go ok. 170 tys. osób.

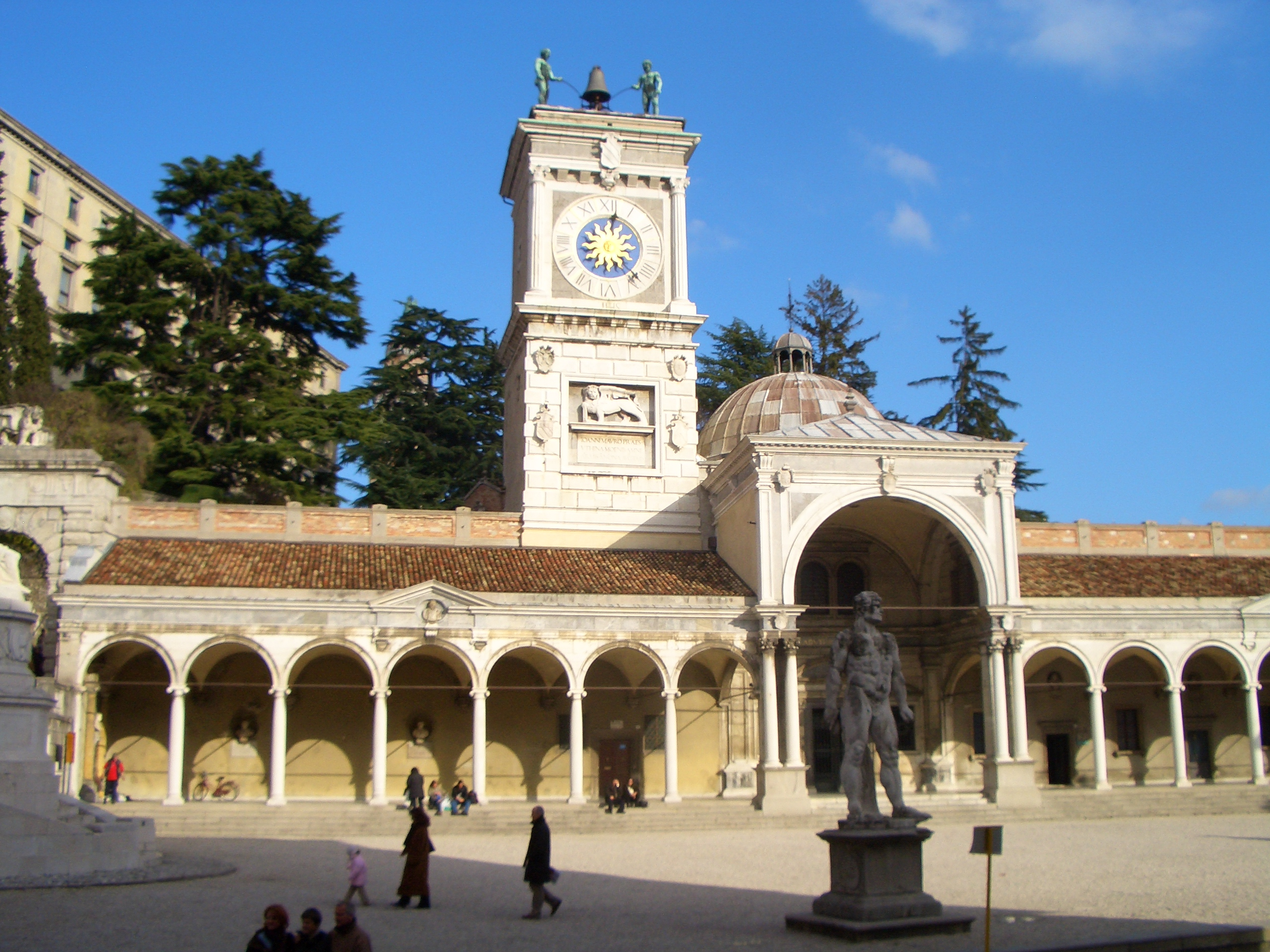
Centrum miasta

Miasto Udine jest stolicą historycznego regionu Friuli. Stanowi on ponad 90% autonomicznego regionu administracyjnego Friuli-Wenecja Julijska.

## Historia
Miasto założono w 943 r. W trzynastym wieku stało się miejscem wypoczynkowym patriarchów Akwilei. W czternastym wieku przeniesiono tu z Akwilei stolicę patriarchatu. W latach 1420–1797 miasto należało do Republiki Weneckiej. Po jej upadku część Królestwa Włoch, a po jego upadku – Austrii. W 1866 r. miasto przyłączono do Włoch.

## Gospodarka
W mieście swoje siedziby ma kilka większych banków i firm kredytowych. Odlewa się tu dzwony oraz wytwarza artykuły spożywcze, głównie sery, mleko i wyroby cukiernicze. W zespole miejskim mieści się część handlowa, która obfituje w markety, sklepy najdroższych projektantów, biura oraz salony samochodowe najdroższych marek na świecie.
Udine jest jednym z najbogatszych miast w kraju. Miasto plasuje się na 5. miejscu rankingu jakości życia we Włoszech. Rozwinięty jest również przemysł maszynowy, drzewno-papierniczy oraz włókienniczy (produkcja bielizny). Ponadto skórzano-obuwniczy, farmaceutyczny. Udine jest też największym producentem mebli we Włoszech oraz jednym z największych w Europie.

## Transport
Miasto jest ważnym węzłem komunikacyjnym. Przez zespół miejski przebiega autostrada A23, potocznie zwana Alpe-Adria w związku ze swoim położeniem. W kierunku północnym można dojechać nią do Austrii, a w kierunku południowym do Wenecji, Triestu oraz innych miast położonych na południe od Udine. W okolicach miasta Palmanova A23 przechodzi w autostradę A4, która ciągnie się z Triestu aż na zachód kraju. Nieopodal centrum miasta znajduje się dworzec kolejowy „Stazione Ferroviaria di Udine”, odjeżdżają z niego bezpośrednie pociągi do Wiednia, Lublany, Neapolu przez Rzym, do Turynu przez Mediolan. Co 30 minut kursują pociągi do Mestre i Wenecji S.L. oraz do Triestu, Gorycji czy Tarvisio. Jest tu również dworzec autobusowy „Autostazione di Udine”. Można z niego udać się do mniejszych miast (w tym nadmorskich) i wsi w regionie oraz do większych miast w kraju. Samo miasto nie posiada lotniska, lecz port lotniczy „Aeroporto Friuli-Venezia Giulia” w Ronchi dei Legionari znajduje się zaledwie 40 km od Udine, najszybciej dojechać można tam autostradą w około 30 minut.

## Edukacja
Ma tutaj swoją siedzibę Uniwersytet Udine (wł. Università degli studi di Udine). W szkołach nauczany jest oprócz języka włoskiego również język friulski, który jest także jednym z języków oficjalnych w prowincjach oraz miastach Udine, Pordenone i Gorycja. Można również zdawać z niego maturę. Na tutejszym uniwersytecie można studiować ten język. Około 526 tysięcy mieszkańców regionu deklaruje go jako swój język ojczysty.

## Miasta partnerskie
- Esslingen am Neckar
- Vienne
- Neath Port Talbot
- Norrköping
- Villach
- Schiedam
- Albacete
- Setúbal
- Serravalle
- Cartagena